# Īzad Khvāst
Īzad Khvāst (persiska: ایزد خواست) är en ort i Iran.   Den ligger i provinsen Fars, i den centrala delen av landet, 500 km söder om huvudstaden Teheran. Īzad Khvāst ligger 2 197 meter över havet och antalet invånare är 7 366.
Terrängen runt Īzad Khvāst är platt norrut, men söderut är den kuperad.Runt Īzad Khvāst är det ganska glesbefolkat, med 25 invånare per kvadratkilometer. Det finns inga andra samhällen i närheten. Omgivningarna runt Īzad Khvāst är i huvudsak ett öppet busklandskap.